# هونگ سونگ-نام (بازیکن فوتبال)
هونگ سونگ-نام (انگلیسی: Hong Song-nam؛ زادهٔ ۱۲ فوریهٔ ۱۹۴۷) بازیکن فوتبال اهل کره شمالی بود.
وی همچنین در تیم ملی فوتبال کره شمالی بازی کرده‌است.